# Karel Souček (malíř, 1885–1972)
Каrel Souček (1. června 1885 Náchod – 9. listopadu 1972 Praha) byl český akademický malíř a sochař, pedagog a ředitel umělecké školy v Samarkandu.

## Život
Narodil se 1. června 1885 v Náchodědo rodiny písaře u c.k. náchodského okresního soudu Karla Součka a jeho ženy Kristiny roz. Balcarové. Jeho výtvarný talent objevil český sochař Jindřich Říha (nar. 1862 v Berouně), u kterého absolvoval výtvarnou praxi.
Studoval na Umělecko-průmyslové škole v Praze.
Po jejím úspěšném ukončení se přestěhoval do Gruzie, kde v Tbilisi (tehdy se město jmenovalo Tiflis) úspěšně absolvoval tiflisskou pobočku petrohradské Carské akademie umění. Jeho učitelem tam byl A. V. Issupov.
V Tbilisi působil Karel Souček jako sochař, později se tam stal učitelem výtvarné výchovy a sochařství. Pořádal tam i výstavy svých prací.
Během svého pobytu v Gruzii vytvořil posmrtný pomník prvního gruzínského hudebního skladatele světového významu Aloize F. Mizandariho (13. září 1938 - 14. června 1912), sochu čestného umělce královského divadla A. O. Novaka a několik portrétů slavných osobností (např. princezny Argutinské-Dolgorukové).
Z Tbilisi se Karel Souček přestěhoval do ruského Turkestánu. Nejprve žil v Turkmenbaši (tehdy zvaném Krasnovodsk) v dnešním Turkmenistánu.
Po 30. dubnu 1918, kdy byla vyhlášena Turkestánská sovětská republika Ruské sovětské federace, se přestěhoval do Samarkandu, kde působil jako profesor a poté ředitel tamější umělecké školy. Během 4 let namaloval desítky obrazů s motivy ze Samarkandu a blízkého okolí, které se dostaly do různých zemí světa. V Samarkandu vychoval během svého působení řadu místních talentů.
V roce 1922 se vrátil do Československa, přivezl si přitom s sebou desítky obrazů s motivy z Turkestánu (dnešního Uzbekistánu).
Bydlel v Praze 7 Holešovicích, na adrese ulice Jedličkova 15a, později přejmenované na Mladé gardy 15 (dnes Tusarova).
Akademický malíř Karel Souček zemřel v Praze 9. listopadu 1972 ve věku 87 let.

## Dílo
V Rubešově galerii na Národní třídě v Praze v červnu 1932 představil 61 svých obrazů pod názvem "Ruský východ". Později měl podobné výstavy v Náchodě a v Hradci Králové.
Ve svých 57 letech již jako uznávaný umělec pod záštitou Svazu výtvarných umění Československa se mu za 2. světové války v roce 1942 podařilo uspořádat velkou výstavu svého výtvarného umění v galerii Myslbek v Praze.
Po 2. světové válce se jeho výstavy obrazů z Uzbekistánu prezentovaly s názvem "Sovětský Orient". Na počest jeho 65. narozenin se pod tímto názvem uskutečnila výstava ve dnech 18. května až 8. července 1951 ve středisku Aleš Svazu československých výtvarných umělců na Národní třídě v Praze.
V prosinci 1958 byla jeho díla vystavována i na mezinárodní výstavě výtvarného umění v Moskvě, což byl v tehdejší době vrchol, kterého mohl dosáhnout. Spolu s ním přijeli tehdy do Moskvy i další čeští výtvarníci Vilém Kratochvíl, Miroslav Pangrác a Jan Slavíček.
Jeho obrazy, většinou s motivy z Uzbekistánu, se dodnes vyskytují na aukcích v ČR i v zahraničí. Mezi jeho nejznámější obrazy patří (v závorce aukční cena):
- Molo. Kaspik, olej/plátno 37,5 x 45,5 cm (11 000,- USD)[15]
- Ruský východ. Bazar, olej/kartón, 23 x 20 cm (7 000,- USD)[12]
- Shir Dor madrasah, Samarkand, olej/kartón 29,2 x 36,8 cm (6 000,- GBP)[16]
- Ulice v Buchaře, olej/plátno 75 x 65 cm (38 000,- Kč)[17]
- SSSR. Motiv z Buchary, olej/kartón 23 x 24,5 cm (750,- GBP)[18]
- (bez názvu), olej/plátno 65 x 75 cm[19]
- Na břehu, olej/plátno 47 x 66 cm (15 500,- Kč)[20]
- Zadní část mešity Tilla Kari (pozlacená) v Samarkandě (střední Asie), II. varianta „Podzim“, olej/plátno 65 x 83,5 cm (15 000,- Kč)[21]
- Motiv z Turkestanu I, olej 26 x 32 cm (500,- eur)[22]
- Motiv z Turkestanu II, olej 26 x 32 cm (500,- eur)[23][8]
- Prodavač koberců, olej/kartón 37,5 x 46 cm (11 600,- Kč)[24]
- Na ulici v Turkestaně, olej/překližka 24,5 x 34,5 cm (9 900,- Kč)[24]
- Dívka s květy, kombinovaná technika 34 x 23 cm (7 500,- Kč)[25]
- U rotundy, olej/plátno 45 x 45 cm (7 500,- Kč)[26]
- Krám v Turkestaně, olej/překližka 35 x 25 cm (7 500,- Kč)[24]
- Před modlitbou, olej/plátno 100 x 75 cm (6 000,- Kč)[27]
- Večer v Turkestaně, olej/kartón 58 x 73 cm (5 523,- Kč)[28]
- Severní část mešity Gur-Emir v Samarkandě, olej/kartón 48 x 65 cm (5 500,- Kč)[29]
- Přístav Baku, olej/plátno/kartón 37 x 46 cm (5 500,- Kč)[30]
- Čajovny v Mervu, olej/kartón 25 x 35 cm (5 000,- Kč)[31]
- Kaspické moře, olej/kartón 23 x 45 cm (4 600,- Kč)[32]
- Monastýr v horách turkestánských, olej/plátno 62 x 80 cm (4 411,- Kč)[33]
- Pražský motiv, olej/plátno 65 x 50 cm (4 400,- Kč)[24]
- Motiv z Orientu, olej/kartón 48 x 64 cm (3 700,- Kč)[24]
- Z nádvoří mešity Šír-Dar v Samarkandě, olej/překližka 18 x 17 cm (vyvolávací cena 3 500,- Kč)[34]
- Perský trh, olej/kartón 42 x 55 cm (3 500,- Kč)[35]
- SSSR. Tamerlánova mešita v Samarkandě, olej/plátno 48 x 45 cm (3 100,- Kč)[36]
- Ulička v Turkestanu, olej/kartón 25 x 25 cm (3 100,- Kč)[37]
- Bucharský bazar, olej/kartón 28 x 51 cm (2 700,- Kč)[38]
- Turkmenský motiv, olej/kartón 23 x 33 cm (2 700,- Kč)[39]
- Beroun. Slabská ul., olej/kartón 30 x 36 cm (2 600,- Kč)[40]
- Výjev ze Samarkandu, vodomalba 61 x 43 cm (100,- eur)[41]
- Na okraji lesa, olej/plátno 45 x 45 cm (2 222,- Kč)[42]
- Vesnický motiv, olej/plátno 44 x 60 cm (2 100,- Kč)[43]
- Z Orientu, kombinovaná technika 50 x 66 cm (2 000,- Kč)[44]
- Z cest po střední Asii, olej/kartón 22 x 24 cm (2 000,- Kč)[45]
- Z Orientu, olej/kartón 15 x 17 cm (1 800,- Kč)[7]
- Náchodské náměstí, olej/plátno 50 x 66 cm (1 700,- Kč)[10]
- Turkestánský bazar, olej/kartón 33 x 40 cm (1 700,- Kč)[46]
- Nádvoří madrassy Tilla-kari v Samarkandu, olej/kartón 35 x 25 cm (1 600,- Kč)[47]
- Za chalupou, olej/překližka 48 x 63 (1 500,- Kč)[48]
- Motiv z Turkestanu, kobinovaná technika 19 x 19 cm (1 500,- Kč)[49]
- Vesnická mešita v Buchaře, olej/kartón 25 x 35 cm (1 300,- Kč)[50]
- Zákoutí v Buchaře, olej/kartón 25 x 35 cm (1 200,- Kč)[51]
- Z cest po Turkestanu, kombinovaná technika 15 x 17 cm (1 000,- Kč)[52]
- Mešita v Turkestaně, olej/kartón 18 x 19 cm (1 000,- Kč)
- Bucharská mešita, olej/kartón 17 x 18 cm (1 000,- Kč)[53]

## Výstavy

### Autorské
- 1951 Karel Souček: Sovětský Orient, Galerie Platýz, Praha

### Kolektivní
- 1939 Národ svým výtvarným umělcům, Praha
- 1976 Česká kresba první poloviny dvacátého století ze sbírek GVU v Ostravě, Galerie výtvarného umění, Ostrava
- 2010 Mistrovské doteky českého impresionismu, Galerie Kroupa, Litomyšl
- 2013 Práce, práce, Galerie moderního umění, Hradec Králové